# Ami Radunskaya
Ami Elizabeth Radunskaya est une mathématicienne et musicienne américaine. Elle est professeure de mathématiques au Pomona College, où elle se spécialise dans les systèmes dynamiques et les applications des mathématiques à la médecine, comme l'utilisation d'automates cellulaires pour le modèle de livraison des médicaments (en). En 2016, elle a été élue présidente de l'Association for Women in Mathematics (AWM).

## Musique
Radunskaya, fille d'un économiste à l'Université de Californie à Berkeley, a commencé à jouer du violoncelle à l'âge de neuf ans.
Après avoir obtenu son diplôme de l'école secondaire à l'âge de 16 ans, elle a passé dix ans après sa formation pour travailler en tant que violoncelliste et compositeur de musique, dont sept années en tant que membre de l'Orchestre symphonique d'Oakland (en). Comme  "violoncelliste bien connue de la Région de la Baie spécialisée dans les nouvelles musiques", elle "s'est produite à travers les États-Unis et en Europe avec Don Buchla".
À la fin des années 1970, Buchla Electronic Musical Instruments crée un synthétiseur sur mesure pour elle, le « Sili-Con Cello », et plusieurs de ses œuvres utilisent le radio baton (en), un contrôleur d'appareils de musique électronique ayant la forme d'une baguette du chef d'orchestre.
Une de ses compositions pour violoncelle et radio baton, "A Wild and Reckless Place" (1990), est connue pour son utilisation de la gamme de Bohlen–Pierce,.

## Formation et carrière
Radunskaya effectue ses études de premier cycle à l'Université de Californie à Berkeley, en tant que mère célibataire. Là, elle a étudié l'informatique et la chimie, avant de finalement se spécialiser en mathématiques. Elle a obtenu son doctorat en mathématiques à l'Université Stanford en 1992, sous la supervision de Donald Ornstein; sa thèse était intitulée Statistical Properties of Deterministic Bernoulli Flows. Après des études postdoctorales à l'Université Rice, où elle est la seule femme du département de mathématiques, elle a rejoint la faculté de Pomona en 1994.

## Prix et distinctions
Radunskaya est lauréate de la Conférence Falconer pour l'année 2010, s'exprimant sur "les défis mathématiques pour le traitement du cancer".
En 2016, elle a été nommée Fellow de l'American Mathematical Society "pour ses contributions aux mathématiques de l'oncologie, de l'immuno-dynamique, et les applications des systèmes dynamiques à la médecine, et pour le service à la communauté mathématique". Elle a également remporté le Prix pour le mentorat de l'Association américaine pour l'avancement des sciences pour son travail en tant que fondatrice et directrice du programme EDGE (Enhancing Diversity in Graduate Education, améliorer la diversité dans l'enseignement supérieur), un programme national qui encourage les femmes à étudier des mathématiques au niveau des études supérieures. En février 2016 Radunskaya est élue présidente de l'Association for Women in Mathematics. Son mandat en tant que président de l'AWM a commencé le 1er février 2017.